# 6875 Golgi
6875 Golgi è un asteroide della fascia principale. Scoperto nel 1994, presenta un'orbita caratterizzata da un semiasse maggiore pari a 2,1573371 UA e da un'eccentricità di 0,1934563, inclinata di 3,97134° rispetto all'eclittica.